# Мілена Канонеро
Міле́на Каноне́ро (італ. Milena Canonero; нар. 1 січня 1946, Турин, Італія) — італійська художниця по костюмах, лауреатка премій «Оскар», BAFTA, «Давид ді Донателло», «Срібна стрічка» та низки інших професійних кінонагород.

## Біографія
Мілена Канонеро народилася 1 січня 1946 року в Турині, Італія. Вивчала мистецтво та історію моди в Генуї. Незабаром після цього вона переїхала до Англії, де почала працювати в маленьких театрах і на виробництвах фільмів. При розробці костюмів для реклами в Лондоні вона познайомилася з багатьма режисерами.
Першою великою роботою Мілени Канонеро як художника по костюмах був фільм «Механічний апельсин» Стенлі Кубрика (1971). Вона також працювала з Кубриком у фільмі «Баррі Ліндон» (1975), за який отримала свій перший «Оскар». Вдруге Канонеро отримала статуетку за фільм «Вогняні колісниці» (1981), режисера Г'ю Гадсона.
Канонеро також створювала костюми для декількох постановок режисера Отто Шенка, таких як «Il trittico» (Джакомо Пуччіні, Віденська державна опера, 1979), «Як вам це сподобається» (Вільям Шекспір, Зальцбурзький фестиваль, 1980), «Кажан» (Штраус, Віденська державна опера, 1980), «Андре Шеньє» (Умберто Джордано, Віденська державна опера, 1981) і «Арабела» (Ріхард Штраус, Метрополітен-опера, 1983). Для режисера Люка Бонді вона створила костюми для нової постановки «То́ска» Пуччіні (Метрополітен-опера, 2009) та «Єлена» Евріпіда (Бурґтеатр, 2010).
У 1986 році вона стала художником по костюмах для телесеріалу «Поліція Маямі».
У 2001 році Канонеро отримала премію «Кар'єрне досягнення в області кіно» від Гільдії художників по костюмах. У 2007 році вона отримала свій третій «Оскар» за фільм «Марія-Антуанета» (2006) а у 2014-му — четвертий, за фільм Веса Андерсона «Готель „Ґранд Будапешт“».
У 2017 році на 67-му Берлінському міжнародному кінофестивалі Мілена Канонеро була відзначена Почесним «Золотим ведмедем» за внесок у світовий кінематограф.
Мілена Канонеро перебуває у шлюбі з актором Маршаллом Беллом.

## Фільмографія
| Фільми | Фільми                    | Фільми                             | Фільми |
| Рік    | Назва українською         | Оригінальна назва                  | Нагороди та номінації |
| ------ | ------------------------- | ---------------------------------- | --- |
| 1971   | Механічний апельсин       | A Clockwork Orange                 | |
| 1975   | Баррі Ліндон              | Barry Lyndon                       | ★ Премія «Оскар» за найкращий дизайн костюмів Номінація на премію BAFTA за найкращий дизайн костюмів                                                        |
| 1977   | Зникнення                 | The Disappearance                  | |
| 1978   | Опівнічний експрес        | Midnight Express                   | |
| 1980   | Сяйво                     | The Shining                        | |
| 1981   | Вогняні колісниці         | Chariots of Fire                   | ★ Премія «Оскар» за найкращий дизайн костюмів ★ Премія BAFTA за найкращий дизайн костюмів                                                                   |
| 1983   | Голод                     | The Hunger                         | |
| 1984   | Передай привіт Брод-стріт | Give My Regards to Broad Street    | |
| 1984   | Клуб «Коттон»             | The Cotton Club                    | ★ Премія BAFTA за найкращий дизайн костюмів |
| 1985   | З Африки                  | Out of Africa                      | Номінація на премію «Оскар» за найкращий дизайн костюмів Номінація на премію BAFTA за найкращий дизайн костюмів                                             |
| 1987   | П'янота                   | Barfly                             | |
| 1988   | Такер: Людина і його мрія | Tucker: The Man and His Dream      | Номінація на премію «Оскар» за найкращий дизайн костюмів |
| 1990   | Холостяк                  | The Bachelor                       | Номінація на премію «Давид ді Донателло» за найкращий дизайн костюмів                                                                                       |
| 1990   | Дік Трейсі                | Dick Tracy                         | Номінація на премію «Оскар» за найкращий дизайн костюмів Номінація на премію BAFTA за найкращий дизайн костюмів                                             |
| 1990   | Хрещений батько 3         | The Godfather Part III             | |
| 1992   | Самотня біла жінка        | Single White Female                | |
| 1992   | Збиток                    | Damage                             | |
| 1994   | Тільки ти                 | Only You                           | |
| 1994   | Любовна історія           | Love Affair                        | |
| 1994   | Камілла                   | Camilla                            | |
| 1994   | Смерть і дівчина          | Death and the Maiden               | |
| 1998   | Булворт                   | Bulworth                           | |
| 1999   | Тітус                     | Titus                              | Номінація на премію «Оскар» за найкращий дизайн костюмів |
| 2001   | Історія з намистом        | The Affair of the Necklace         | Номінація на премію «Оскар» за найкращий дизайн костюмів |
| 2002   | Соляріс                   | Solaris                            | |
| 2004   | Ерос                      | Eros                               | |
| 2004   | Водне життя Стіва Зіссу   | The Life Aquatic with Steve Zissou | |
| 2004   | Дванадцять друзів Оушена  | Ocean's Twelve                     | |
| 2006   | Марія-Антуанетта          | Marie Antoinette                   | ★ Премія «Оскар» за найкращий дизайн костюмів ★ Премія «Срібна стрічка» за найкращий дизайн костюмів Номінація на премію BAFTA за найкращий дизайн костюмів |
| 2006   | Красивий завжди           | Belle Toujours                     | |
| 2007   | Потяг на Дарджилінг       | The Darjeeling Limited             | |
| 2007   | Віце-король               | I Vicerè                           | ★ Премія «Давид ді Донателло» за найкращий дизайн костюмів ★ Премія «Срібна стрічка» за найкращий дизайн костюмів                                           |
| 2010   | Людина-вовк               | The Wolfman                        | |
| 2012   | Різанина                  | Carnage                            | |
| 2014   | Готель «Ґранд Будапешт»   | The Grand Budapest Hotel           | ★ Премія «Оскар» за найкращий дизайн костюмів ★ Премія BAFTA за найкращий дизайн костюмів ★ Премія «Срібна стрічка» за найкращий дизайн костюмів            |
| 2018   | Брати Сістерс             | The Sisters Brothers               | Номінація на премію «Сезар» за найкращий дизайн костюмів |
| 2024   | Мегалополіс               | Megalopolis                        | |
| 2025   | Фінікійська схема         | The Phoenician Scheme              | |